# Suaeda maritima
Suaeda maritima es una especie de fanerógama, halófita perteneciente a la familia Chenopodiaceae.

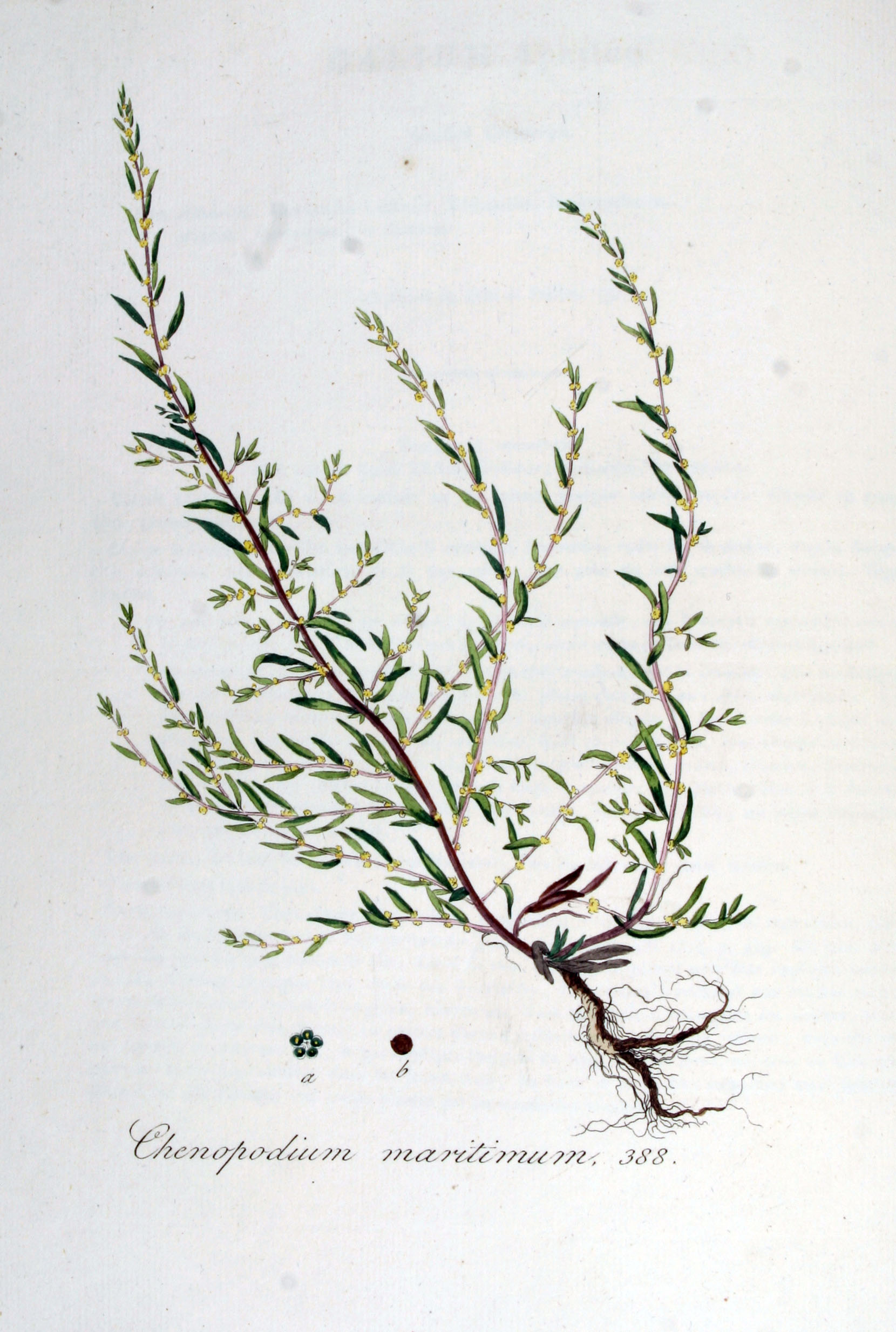
Ilustración

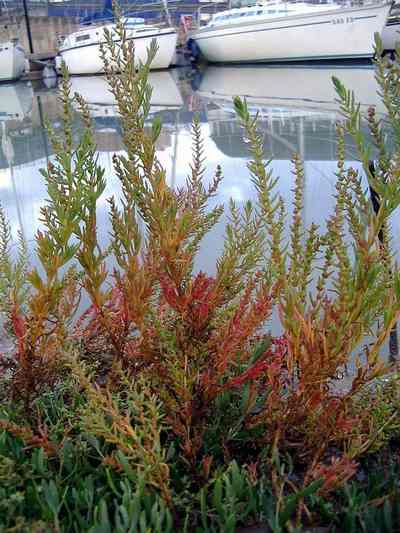
En su hábitat

## Hábitat
Es una planta pequeña comestible nativa del Mediterráneo, Atlántico y el Canal de la Mancha.  Vive sólo en suelos salinos costeros.

## Descripción
Es una planta anual de 10-50 cm, peluda, de color verde glauco o rojizo, con tallo herbáceo en la base, esta erecta y tiene hojas numerosas, las caulinas alargadas (1-3 cm), lineales -- semicilíndricas, obtusas o agudas, ampliadas en la base, los pequeños racimos de flores de 2-3 flores; el fruto es globoso-deprimido, cerrado  en la espalda; las semillas generalmente brillantes, un poco manchadas.

## Usos
A veces se usa como condimento en ensaladas.
Históricamente, de sus cenizas  se extraía la sosa utilizada por los artesanos en la fabricación de vidrio o en la lavandería.

## Taxonomía
Suaeda maritima fue descrito por (L.) Dumort.  y publicado en Florula belgica, opera majoris prodromus, auctore ... 22. 1827.
Citología
Número de cromosomas de Suaeda maritima (Fam. Chenopodiaceae) y taxones infraespecíficos: 2n=36
Etimología
Suaeda: nombre genérico que proviene de un antiguo nombre árabe para la especie Suaeda vera y que fue asignado como el nombre del género en el siglo XVIII por el taxónomo Peter Forsskal.
maritima: epíteto latino  que significa "cercana al mar.
Variedades
- Suaeda maritima subsp. maritima (L.) Dumort.
- Suaeda maritima subsp. richii (Fern.) Bassett & Crompton[7]

Sinonimia
| - Atriplex maritima (L.) Crantz - Chenopodina aestuaria Dumort. - Chenopodina bacciformis Dumort. - Chenopodina filiformis Moq. - Chenopodina indica Wight - Chenopodina maritima (L.) Moq. - Chenopodina maritima var. erecta Moq. - Chenopodina maritima var. vulgaris Moq. - Chenopodina prostrata (Pall.) Moq. - Chenopodina sativa Moq. - Chenopodina spicata Moq. - Chenopodina tortuosa Moq. - Chenopodium crassifolium Desf. - Chenopodium filiforme Dumort. - Chenopodium hortense Raddi ex Moq. - Chenopodium hostii Ledeb. - Chenopodium jacquinii Ten. - Chenopodium macrocarpum Desv. - Chenopodium maritimum L. basónimo - Chenopodium prostratum Schult. - Chenopodium salsum Guss. - Chenopodium spicatum Schult. - Cochliospermum cavanillesii Lag. - Cochliospermum salsum Lag. - Dondia fernaldii Standl. - Dondia maritima (L.) Druce - Lerchia maritima (L.) Kuntze | - Salsola carnosa Moq. - Salsola chenopodiana Moq. - Salsola hostii Tratt. - Salsola indica Willd. - Salsola marina Moq. - Salsola maritima (L.) M.Bieb. - Salsola maritima (L.) Poir. - Salsola nudiflora Wall. - Salsola sativa Wight - Salsola scabra Moq. - Salsola sedoides L. - Salsola strobilifera Moq. - Salsola succulenta Moq. - Salsola trigyna Steud. - Schoberia crassifolia Steud. - Schoberia dumortieri Steud. - Schoberia indica Kostel. - Schoberia linifolia Nutt. ex Moq. - Schoberia macrocarpa C.A.Mey. - Schoberia maritima (L.) C.A.Mey. - Schoberia montana Nutt. ex Moq. - Suaeda cavanillesiana (Lázaro Iberia) Cout. - Suaeda fernaldii (Standl.) Standl. - Suaeda indica Moq. - Suaeda nudiflora Moq. - Suaeda prostrata Pall. - Suaeda richii Fernald |

## Nombres
- Castellano: almajo, cañametas, cañamete, cañametes, espejuelo, marroquines, mata, matilla, sosa blanca.[9]
- babosa, sosa azuleja.[10]